# 黑尔格·约翰松
黑尔格·约翰松（瑞典語：Helge Johansson，1905年12月27日—1937年11月3日），瑞典男子冰球运动员，场上位置是前锋。他曾代表瑞典国家队参加1924年冬季奥林匹克运动会冰球比赛，获得第4名。